# Pogostje (stacja kolejowa)
Pogostje (ros. Погостье) – stacja kolejowa w miejscowości Pogostje, w rejonie kirowskim, w obwodzie leningradzkim, w Rosji. Położona jest na linii Mga – Budogoszcz.
Zimą i wczesną wiosną 1941/1942 miały miejsce krwawe walki o stację w ramach nieudanej próby przełamania blokady Leningradu. Szacuje się, że na krótkim odcinku frontu w okolicach stacji Pogostje poległo ok. 30 000 żołnierzy sowieckich.